# Municipio de Juárez (Nuevo León)
El municipio de Juárez es uno de los 51 municipios del estado mexicano de Nuevo León. Su cabecera es la localidad de Ciudad Benito Juárez.

## Geografía
El municipio de Juárez colinda al norte con los municipios de Apodaca y Pesquería; al oeste y sur con el municipio de Cadereyta Jiménez; y al este con los municipios de Guadalupe y Monterrey.

## Localidades
El municipio de Juárez cuenta con 102 localidades.
| Localidad              | Población |
| ---------------------- | --------- |
| Ciudad Benito Juárez   | 308 285   |
| Jardines de la Silla   | 75 426    |
| Arboledas de San Roque | 47 155    |

## Gobierno
| Presidente municipal                | Periodo   | Partido | Partido                              |
| ----------------------------------- | --------- | ------- | ------------------------------------ |
| Severiano Garza Garza               | 1939-1940 |         | Partido de la Revolución Mexicana    |
| Teófilo Salinas Garza               | 1941-1942 |         | Partido de la Revolución Mexicana    |
| Julio Cisneros Garza                | 1943-1945 |         | Partido de la Revolución Mexicana    |
| Pedro Garza González                | 1946-1948 |         | Partido Revolucionario Institucional |
| Pablo Garza Salinas                 | 1949-1951 |         | Partido Revolucionario Institucional |
| Pablo González Garza                | 1952-1954 |         | Partido Revolucionario Institucional |
| Ramiro Treviño Guerra               | 1955-1957 |         | Partido Revolucionario Institucional |
| Severiano Garza Garza               | 1958-1960 |         | Partido Revolucionario Institucional |
| Silvestre Salinas Garza             | 1961-1963 |         | Partido Revolucionario Institucional |
| Ismael Garza de la Garza            | 1964-1966 |         | Partido Revolucionario Institucional |
| Vicente Dávila Bengoa               | 1967-1969 |         | Partido Revolucionario Institucional |
| Rodolfo Villarreal                  | 1967-1969 |         | Partido Revolucionario Institucional |
| Abelardo González Benavides         | 1970-1971 |         | Partido Revolucionario Institucional |
| José Mercedes Garza García          | 1971-1972 |         | Partido Revolucionario Institucional |
| Martín García Niño                  | 1975-1979 |         | Partido Revolucionario Institucional |
| José Guadalupe González Leal        | 1980-1982 |         | Partido Revolucionario Institucional |
| Servando López Nava                 | 1983-1985 |         | Partido Revolucionario Institucional |
| Salvador Garza Salinas              | 1986-1988 |         | Partido Revolucionario Institucional |
| Felipe de Jesús Hernández Marroquín | 1989-1991 |         | Partido Revolucionario Institucional |
| Álvaro García Gutiérrez             | 1992-1994 |         | Partido Revolucionario Institucional |
| José Fernando Delgado Cantú         | 1994-1997 |         | Partido Revolucionario Institucional |
| José Luis Carrión Ramírez           | 1997-2000 |         | Partido Revolucionario Institucional |
| Felipe de Jesús Hernández Marroquín | 2000-2003 |         | Partido Revolucionario Institucional |
| Julio César Cantú González          | 2003-2006 |         | Partido Acción Nacional              |
| Heriberto Treviño Cantú             | 2006-2009 |         | Partido Revolucionario Institucional |
| Luis Alfredo García Garza           | 2009-2012 |         | Partido Revolucionario Institucional |
| Rodolfo Ambriz Oviedo               | 2012-2015 |         | Partido Acción Nacional              |
| Heriberto Treviño Cantú             | 2015-2018 |         | Partido Revolucionario Institucional |
| Heriberto Treviño Cantú             | 2018-2021 |         | Partido Revolucionario Institucional |
| Francisco Héctor Treviño Cantú      | 2021-2024 |         | Partido Revolucionario Institucional |
| Felix Guadalupe Arratia Cruz        | 2024-2027 |         | Movimiento Ciudadano                 |